# Manne Siegbahn
Karl Manne Georg Siegbahn (Örebro, Suècia, 3 de desembre de 1886 - Estocolm, 26 de setembre de 1978) fou un físic suec guardonat amb el Premi Nobel de Física l'any 1924 i curiosament el seu fill Kai Siegbahn també en fou guardonat l'any 1981.
Nascut el 1886 a la ciutat sueca de Örebro. Aconseguí doctorar-se en física l'any 1911 a la Universitat de Lund mitjançant una tesi doctoral sobre les mesures del camp magnètic. Les seves investigacions científiques se centren en l'àmbit de l'espectroscòpia mitjançant l'ús dels raigs X, raó per la qual fou guardonat amb el Premi Nobel de Física l'any 1924. En honor seu s'anomenà l'asteroide (10446) Siegbahn descobert el 16 d'octubre de 1977 per Cornelis Johannes van Houten, Ingrid van Houten-Groeneveld i Tom Gehrels. 